# Challenger Racing
Die Challenger Racing GmbH ist ein ehemaliger deutscher Rennstall im Automobilsport. Ansässig war das Team in Bickenbach an der Bergstraße.
Challenger Racing wurde im Herbst 1991 von Jürgen Feucht gegründet, der auch als Fahrer mit einem Ford Mustang ab 1992 an der Deutschen Tourenwagen-Meisterschaft teilnahm. Trotz des stärkeren Motors, gegenüber der Konkurrenz von Mercedes-Benz, BMW oder Opel, konnte Feucht den Mustang nie in die Nähe der Punkteränge fahren. Gründe hierfür waren hauptsächlich dadurch bedingt, dass Challenger keine Werksunterstützung erfuhr wie die Topteams der Mitbewerber. Zudem konnte Feucht anfangs keinen festen Reifenlieferanten finden, der, für das Team bezahlbare, Rennreifen für den Mustang bereitstellte. Erst nach einem Jahr bekam er von Goodyear passende Reifen aus Restbeständen, die allerdings nach einem Jahr bereits aufgebraucht waren. Neue Reifen konnte sich das Team nach dem Ende des Kontingents jedoch nicht leisten, da erst ab einer Abnahme von 100 Stück die Produktion wieder aufgenommen worden wäre. 
Ein größerer Sponsor konnte mit der Schuhmarke Buffalo Boots auch erst 1993 gefunden werden; von da an war das Team als Buffalo Boots Racing gemeldet. Als die Homologation für den Ford Mustang nach dem Jahr 1994 auslief verließ Jürgen Feucht die DTM und das Team wurde aufgelöst.

## Einzelergebnisse in der DTM
| Saison | Fahrer        | Hersteller | 1   | 2   | 3   | 4   | 5   | 6   | 7   | 8   | 9   | 10  | 11  | 12  | 13  | 14  | 15  | 16  | 17  | 18  | 19  | 20  | 21  | 22  | 23  | 24  | Punkte | Rang |
| ------ | ------------- | ---------- | --- | --- | --- | --- | --- | --- | --- | --- | --- | --- | --- | --- | --- | --- | --- | --- | --- | --- | --- | --- | --- | --- | --- | --- | ------ | ---- |
| 1992   | Jürgen Feucht | Ford       | ZOL | ZOL | NÜ1 | NÜ1 | WUN | WUN | AVU | AVU | HO1 | HO1 | NÜ2 | NÜ2 | NOR | NOR | BRN | BRN | DIE | DIE | ALE | ALE | NÜ2 | NÜ2 | HO2 | HO2 | 0      | –    |
| 1992   | Jürgen Feucht | Ford       | DNF | DNF | DNF | DNS | DNS | DNS | DNF | DNS | DNS | DNS |     |     |     |     |     |     | DNF | DNF | DNF | DNS | DNS | DNS | DNF | DNS | 0      | –    |
| 1993   | Jürgen Feucht | Ford       | ZOL | ZOL | HO1 | HO1 | NÜ1 | NÜ1 | WUN | WUN | NÜ2 | NÜ2 | NOR | NOR | DON | DON | DIE | DIE | ALE | ALE | AVU | AVU | HO2 | HO2 |     |     | 0      | –    |
| 1993   | Jürgen Feucht | Ford       | DNF | DNF | 20  | DNF | 22  | DNF | 19  | 14  | DNF | DNS | DNF | DNS | DNF | DNF | 18  | DNF | DNF | DNF | DNF | DNS | DNF | DNF |     |     | 0      | –    |
| 1994   | Jürgen Feucht | Ford       | ZOL | ZOL | HO1 | HO1 | NÜ1 | NÜ1 | MUG | MUG | NÜ2 | NÜ2 | NOR | NOR | DON | DON | DIE | DIE | NÜ3 | NÜ3 | AVU | AVU | ALE | ALE | HO2 | HO2 | 0      | –    |
| 1994   | Jürgen Feucht | Ford       |     |     |     |     |     |     |     |     | DNF | DNF | 14  | DNF | DNF | DNF | DNF | DNS | 20  | DNF |     |     | DNF | DNS | 19  | DNS | 0      | –    |